# U19-världsmästerskapet i handboll för herrar 2007
U19-världsmästerskapet i handboll för herrar 2007 var den tredje upplagan av U19-VM i handboll på herrsidan och spelades i Bahrain den 26 juli till 3 augusti 2007.

## Slutställning
1. Danmark U19
2. Kroatien U19
3. Sverige U19
4. Argentina U19
5. Egypten U19
6. Polen U19
7. Spanien U19
8. Bahrain U19
9. Brasilien U19
10. Qatar U19
11. Sydkorea U19
12. Iran U19
13. Tunisien U19
14. Algeriet U19
15. Marocko U19
16. Australien U19

## Utmärkelser

### All-star team
- Målvakt:  Niklas Landin Jacobsen (DEN)
- Vänstersexa:  Manuel Štrlek (CRO)
- Vänsternia:  Shin Seung-il (KOR)
- Mittsexa:  Rasmus Jensen (DEN)
- Mittnia:  Domagoj Duvnjak (CRO)
- Högernia:  Federico Vieyra (ARG)
- Högersexa:  Ahmed Zeidan (EGY)